# Karl Friedrich Gerhard Gruner
Karl Friedrich Gerhard Gruner (* 10. März 1768 in Halle; † 9. Januar 1837 in Leipzig) war ein deutscher Kaufmann und Politiker.

## Leben
Karl Friedrich Gerhard Gruner wurde als Sohn des Theologen Johann Friedrich Gruner und dessen zweiter Ehefrau Christiane Sophie (* 1738; † 1786), Tochter von Johann Georg Francke (1697–1755), Dr. jur., Assessor des Schöppenstuhls und Oberbornmeister in Halle, geboren. Seine Geschwister aus dieser Ehe waren unter anderem:
- Ferdinand Gruner (1769–1852), Großkaufmann und Bankier in Leipzig, Begründer der Kaufmannsfamilie Gruner in Leipzig;
- Wilhelm Gruner (1771–1849), Hofapotheker, Oberbergkommissar und Medizinalrat in Hannover.

Er erhielt seinen ersten Unterricht durch Privatlehrer und besuchte anschließend das von Professor Johann Salomo Semler gegründete und später von Professor Ernst Christian Trapp übernommene Erziehungsinstitut.
Nachdem sein Vater bereits 1778 verstorben war, entschloss er sich zu einer kaufmännischen Ausbildung und erhielt diese in Leipzig bei Jacques Marc Antoine Dufour-Féronce (1737–1806), der eine Seidengroßhandlung betrieb. 1795 erhielt Karl Friedrich Gerhard Gruner das Leipziger Bürgerrecht und eröffnete daraufhin mit einem Freund das Handelshaus „Sommer und Gruner“; nach dem Tod seines Freundes firmierte er zu „Karl Gruner“ um.
1798 trat er als Deputierter beim Almosenamt ein und übernahm 1803 das Amt des Kassierers bei der neu errichteten Armenanstalt.
1803 wurde er Mitglied des Leipziger Ratskollegiums, 1807 erfolgte seine Wahl zum Stadthauptmann. Im gleichen Jahr wurde er zum zweiten Deputierten bei der Einnahmestube gewählt und er übernahm die Vorsteherschaft des Arbeitshauses für Freiwillige. Seit 1813 war er Baumeister des Leipziger Rates sowie erster Deputierter bei der Einnahmestube. Seit dem 23. Juni 1821 war er Mitglied der Gewandhaus-Konzertdirektion. Am 27. November 1827 erhielt er den Charakter eines Kammerrates.
1830 trat er aus dem Stadtrat aus und wurde daraufhin zum Handlungsdeputierten-Mitglied gewählt. 1833 wurde er durch die Wähler der Stadt Leipzig zum Deputierten für den ausgeschriebenen sächsischen Landtag gewählt, bat dann jedoch aus gesundheitlichen Gründen um die Entlassung aus diesem Amt; diese Bitte wurde durch das Ministerium des Inneren gewährt.
Er wurde im Grunerschen Erbbegräbnis in der III. Abteilung des Neuen Johannisfriedhofs beerdigt.

## Ehrungen
Karl Friedrich Gerhard Gruner erhielt den Orden des Heiligen Wladimir.